# 玉城町
玉城町（日语：／ Tamaki chō */?）是位於日本三重縣中部的行政區劃。轄區北側為屬於伊勢平原的平地，南側為山區。
特產有在地的豬肉品牌－玉城豬。

## 人口
由於致力於確保町內的工作機會，並營造育兒友善環境，並提供可滿足居民需求的社區巴士接駁服務，雖然全日本的人口已開始呈現負成長，但玉城町至今仍維持每年的人口正成長。
| 玉城町人口分布圖 |                                               |  |
| 玉城町與日本全國年齡別人口分布比較圖 （2005年資料） | 玉城町的年齡、男女別人口分布圖 （2005年資料） |  |
| ■紫色是玉城町 ■綠色是全国 | ■藍色是男性 ■紅色是女性                       |  |
| 玉城町人口變化 \| 1970年 \| 10,482人 \| \| \| 1975年 \| 11,004人 \| \| \| 1980年 \| 11,643人 \| \| \| 1985年 \| 12,141人 \| \| \| 1990年 \| 12,348人 \| \| \| 1995年 \| 13,313人 \| \| \| 2000年 \| 14,284人 \| \| \| 2005年 \| 14,888人 \| \| \| 2010年 \| 15,297人 \| \| \| 2015年 \| 15,431人 \| \| \| 2020年 \| 15,041人 \| \| |                                               |  |
| 資料來源：日本總務省統計中心提供之人口普查數據 |                                               |  |
| 1970年 | 10,482人                                      |  |
| 1975年 | 11,004人                                      |  |
| 1980年 | 11,643人                                      |  |
| 1985年 | 12,141人                                      |  |
| 1990年 | 12,348人                                      |  |
| 1995年 | 13,313人                                      |  |
| 2000年 | 14,284人                                      |  |
| 2005年 | 14,888人                                      |  |
| 2010年 | 15,297人                                      |  |
| 2015年 | 15,431人                                      |  |
| 2020年 | 15,041人                                      |  |

## 歷史
過去在令制國時代屬於伊勢國度會郡，最初在8世紀時城為伊勢神宮的領地；14世紀後北畠氏開始在伊勢國發展後，為北畠氏所掌控，並在此建立田丸城，交由北畠氏的分家田丸氏治理。
江戶時代初期，由稻葉氏在此建立田丸藩，但在1616年後成為紀州德川家紀伊藩的領地，並由御附家老久野氏擔任城代負責治理直到江戶時代結束。
19世紀末明治維新實施廢藩置縣後，改隸屬和歌山縣，在1872年的第一次府縣整併後劃入度會縣，1876年第二次府縣整併後再被併入三重縣。
1889年日本實施町村制，現在的玉城町轄區在當時分屬田丸町、有田村、東外城田村、下外城田村四個行政區劃，這些區域在1955年合併為玉城町。
2000年代日本政府推動平成大合併，玉城町曾被規劃與周邊的多氣町、勢和村、明和町、度會町協商合併，但最終並未能達成合併的共識。

### 變遷表
| 1889年4月1日 | 1889年 - 1912年 | 1912年 - 1944年 | 1945年 - 1954年 | 1955年 - 1989年            | 1989年 - 現在              | 現在                       |
| ------------ | --------------- | --------------- | --------------- | -------------------------- | -------------------------- | -------------------------- |
| 有田村       | 有田村          | 有田村          | 有田村          | 1955年4月10日 併入小俁町   | 2005年11月1日 合併為伊勢市 | 2005年11月1日 合併為伊勢市 |
| 有田村       | 有田村          | 有田村          | 有田村          | 玉城町                     |                            |                            |
| 田丸町       | 田丸町          | 田丸町          | 田丸町          | 1955年4月10日 合併為玉城町 |                            |                            |
| 東外城田村   |                 |                 |                 | 1955年4月10日 合併為玉城町 |                            |                            |
| 下外城田村   | 下外城田村      | 下外城田村      | 下外城田村      | 1956年9月30日 併入玉城町   |                            |                            |

## 交通

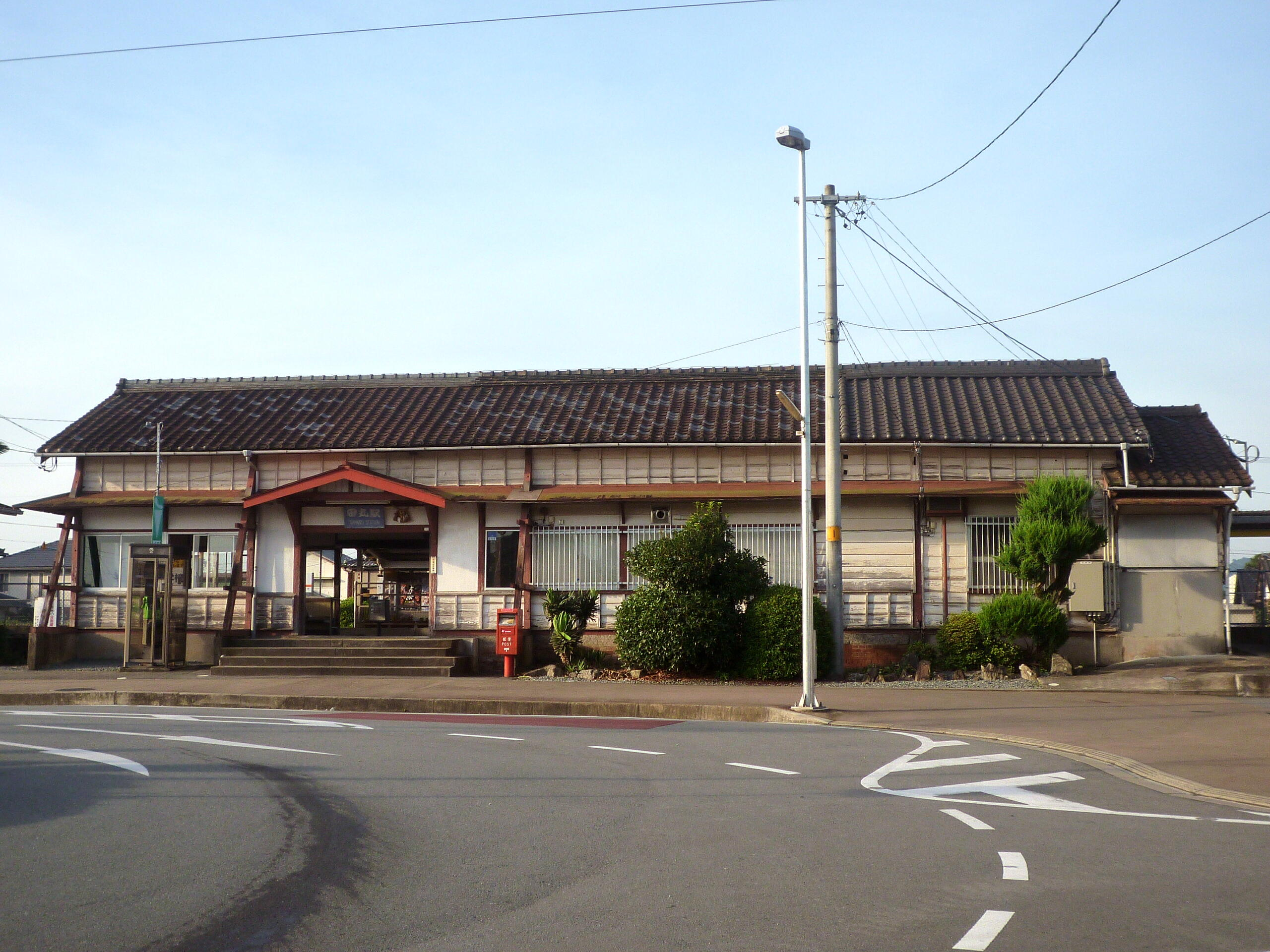
田丸車站

東海旅客鐵道参宮線以東西向穿過玉城的主要市區，並設有田丸車站，但現為無人車站。
高速公路伊勢自動車道從南部的山區間通過，轄內的客運路線由三重交通的子公司三交伊勢志摩交通經營往返町內至伊勢市的路線，町公所則有提供免費的社區巴士玉城町福祉巴士。

### 鐵路
- 東海旅客鐵道
  - 參宮線：（多氣町） - 田丸車站 - （伊勢市→）

### 公路
高速公路
- 伊勢自動車道：（多氣町） - 玉城交流道 - （伊勢市）

## 觀光資源

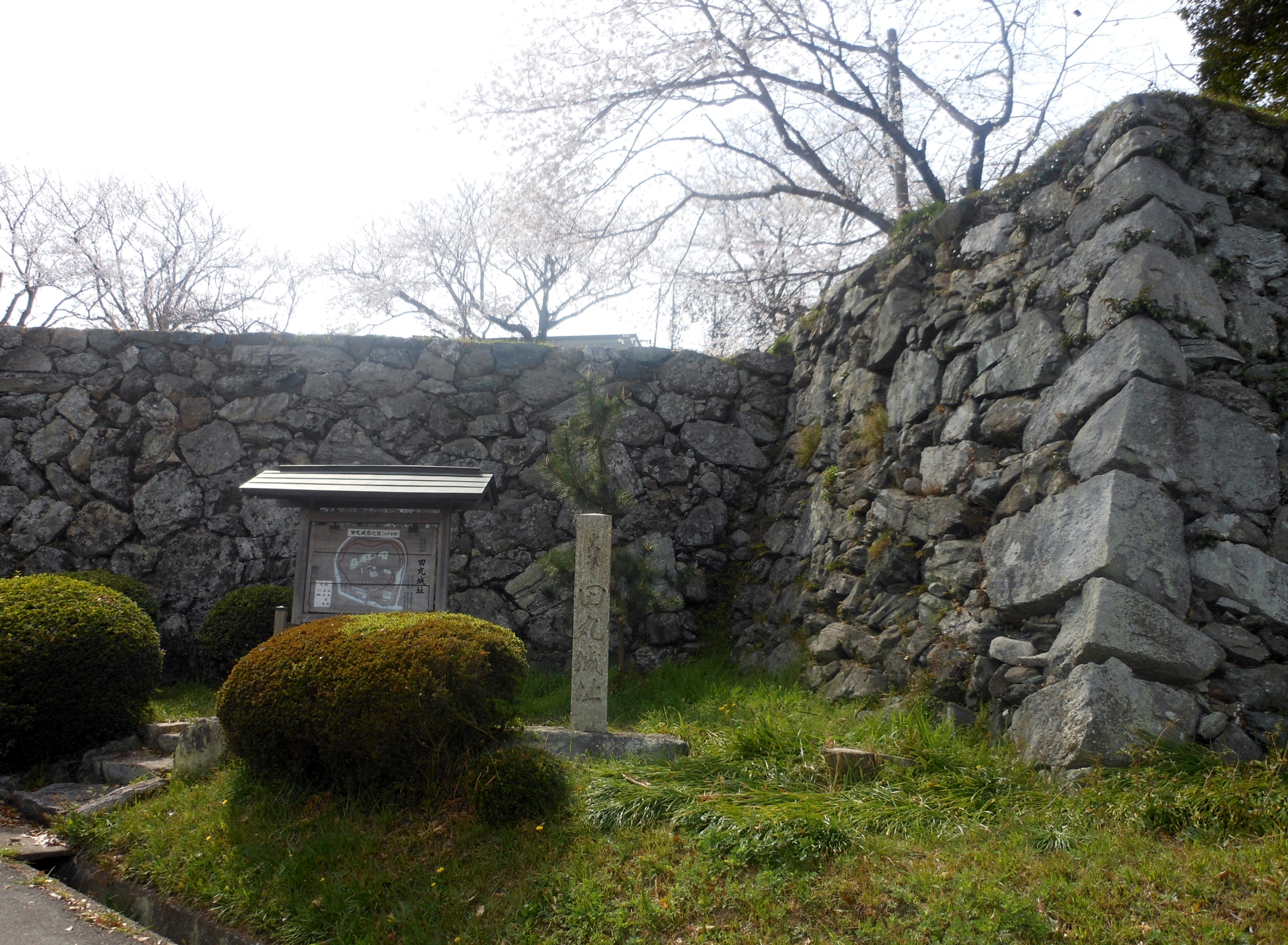
田丸城遺跡

過去統治本地的田丸城已在19世紀末明治維新後毀壞，現僅存石垣、外堀、內堀、堀切、空堀等石造基礎，部分區域已改供町公所、町立玉城中學校、町立田丸幼兒園使用。
在轄區北側與伊勢市、明和町交界處的大佛山設有三重縣營的大佛山公園，除了在山區內的步道及展望台，在山麓設有棒球場、網球場等運動休閒設施。

## 本地出身之名人

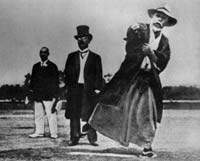
村山龍平於1915年在第1屆全国中等學校優勝棒球大會開球

朝日新聞社的共同創辦人之一村山龍平為1850年出生於田丸的士族，並曾在田丸城工作，19世紀末遷至大阪後，參與創立了朝日新聞社，後並取得經營權；後又參與政治，曾先後當選大阪市议会議員、大阪府議會議員、眾議會議員、貴族院。其在擔任朝日新聞社社長時創辦了「全國中等學校優勝棒球大會」（後來成為現在的全國高等學校棒球錦標賽），並在第一屆大會中擔任開球儀式的投手。
村山龍平當年在町內的出生舊宅在其家族的協助下，在1934年被改建為香雪園公園，後又於1937年在一旁興建三重縣內第一個50公尺長的游泳池，由村山家族捐贈給政府營運；同樣在村山家族的協助下，町內於1983年完成了村山龍平紀念館。

## 外部連結
- （日語） 玉城町觀光指引 （页面存档备份，存于）
- （日語） 玉城町觀光新聞的Facebook專頁
- （日語） 玉城町觀光新聞的X（前Twitter）
- （日語） YouTube上的玉城觀光